# سلمان‌آباد (گلبهار)
سلمان‌آباد روستایی از توابع بخش گلبهار شهرستان چناران در استان خراسان رضوی است.

## جمعیت
این روستا در دهستان گلمکان قرار دارد و براساس سرشماری مرکز آمار ایران در سال ۱۳۸۵، جمعیت آن ۷۲ نفر (۲۰خانوار) بوده‌است.